# Монтего Бей
Монтего Бей (на английски: Montego Bay) е град в Ямайка (Карибски регион), административен център на район Сейнт Джеймс.

## География
Градът е на 4-то място по население в страната след столицата Кингстън, Спаниш Таун и Портмор.
Намира се в северозападната част на страната. Разположен е край вливането на река Монтего в морето.

## Наименование
Името на града идва от испанската дума manteca, която означава свинска мас. Причината е, че свинска мас, кожа и говеждо месо са били изнасяни от пристанището на града по време на испанското управление.